# Spanky and Our Gang
Spanky and Our Gang war eine Folk-Pop-Gruppe aus den USA, die in den 1960er Jahren mehrere Single-Hits in den Charts platzieren konnte. Die Gruppe wurde 1966 in Chicago gegründet. Ihre Lead-Sängerin war Elaine „Spanky“ McFarlane.
Die Band erlebte ihren Aufstieg, als die Hitparadenerfolge der Mamas and Papas nachließen. Mit diesen gemeinsam hatten sie einen ähnlichen Bühnenauftritt, anspruchsvolle Chor-Arrangements und die Stimme von McFarlane, die der von Mama Cass ähnelte. Beide Sängerinnen hatten sich Anfang der 1960er Jahre kennengelernt.

## Geschichte

### Die Anfänge
Elaine McFarlane (* 1942 in Peoria, Illinois) war 1962 Sängerin der Jazz-Formation Jamie Lyn Trio und trat 1963, in der Hochblüte des Folk-Booms, der Folkgruppe The New Wine Singers bei, die Protestsongs mit Dixieland-Jazz kombinierte. In dieser Zeit freundete sie sich mit dem Sänger und Posaunisten Malcolm Hale an. Nachdem sich die Gruppe aufgelöst hatte, ging sie 1965 nach Kalifornien, wo sie Paul Bach und Nigel Pickering auf einer Party, die anlässlich eines Hurrikans stattfand, kennenlernte. Während der Sturm drei Tage lang wütete, jammten die Musiker intensiv und Bach und Pickering luden McFarlane ein ihnen nach Chicago zu folgen. Dort angekommen, arbeitete sie als Sängerin in einem Club, dessen Inhaber sie bat, ein Ensemble als Vorgruppe für dort gastierende Musiker zusammenzustellen. Sie rekrutierte Pickering und Bach, mit denen sie dreistimmig vorgetragene Folksongs einstudierte. Da für Proben wenig Zeit zur Verfügung gewesen war, füllten sie ihr Repertoire mit Comedy-Einlagen, ähnlich dem damals populären Kingston Trio.
Mit Bach am Kontrabass, Pickering an der Gitarre und McFarlane an Waschbrett und Kazoo, klang das Trio wie eine Jug-Band in Minimalbesetzung. Ursprünglich als Scherz gedacht, nannten sie sich Spanky and Our Gang. Den Namen hatten sie Comedy-Kurzfilmen aus den 1920er bis 1940er Jahren entliehen, die allgemein als Our Gang bekannt und von Hal Roach produziert worden waren. Diese Serien mit zahlreichen Kinder-Schauspielern wurden später unter dem Titel „Die kleinen Strolche“ bei Kindern sehr beliebt. Eine der Hauptrollen wurde von einem gewissen George „Spanky“ McFarland gespielt. Als Zeitungen sie unter diesem Namen ankündigten, behielten sie ihn schließlich. Nachdem Malcolm Hale an Gitarre und Perkussion beigetreten war, trat die Band bald bei größeren Veranstaltungen auf.

### 1966 bis 1970
Als 1965/1966 der Folkrock boomte, wurde das Plattenlabel Mercury Records auf die Band aufmerksam und nahm sie 1966 unter Vertrag. Der Produzent Jerry Ross sorgte dafür, dass die Studioaufnahmen der Gruppe einen Klang ähnlich dem der Mamas and Papas erhielten. Bei ihrer ersten Aufnahmesession in New York 1967 wurde ihnen der Song Sunday Will Never Be the Same angetragen, der zuvor auch schon den Mamas and Papas und The Left Banke angeboten worden war. Mit seinem Chor-Intro, arrangiert von Malcolm Hale, passte das Lied perfekt zur Stimmung des Summer of Love und erreichte im Juni 1967 Platz 9 der US-Charts.
Im Sommer 1967 trat der Schlagzeuger John Seiter bei und die Gruppe nahm weitere Hit-Singles wie Making Every Minute Count (Platz 22) und Lazy Day (Platz 14) sowie ihr erstes Album auf.
Anfang 1968 verließ Paul Bach die Gruppe und wurde durch Kenny Hodges am Bass ersetzt, der seinen Freund Lefty Baker (eigentlich Eustace Britchforth) mitbrachte, einen Gitarristen und Sänger. Trotz der Erfolge, die sie mit dem Produzenten Jerry Ross verbucht hatten, bemängelten die Musiker, dass der Sound zu poliert und elegant war und nicht repräsentativ für die Gruppe. Stuart Scharf und Bob Dorough, ein Songschreiber- und Produzententeam, das auch das Chad Mitchell Trio produziert hatte, übernahm. Unter Scharf und Dorough entstanden die Aufnahmen zu dem Platz-30-Charterfolg Sunday Mornin’ von Margo Guryan mit einem sechsstimmigen Chorgesang als Besonderheit. 
Während der Aufnahmen zu ihrem zweiten Album entstand auch der nächste Single-Hit Like to Get to Know You, der der LP den Namen gab. Stilistisch erweiterte die Band ihr Repertoire um Blues und Jazzgesang im Stil der 1940er Jahre, der später die Vorlage für Songs der Manhattan Transfer werden sollte. Eine weitere Single-Auskopplung war Give a Damn, der, trotz eines Radiobanns wegen seines Titels und sozialkritischen Textes, Platz 43 der Charts erreichte.
Ihr drittes Album Anything You Choose (Without Rhyme or Reason) war wiederum eine Mischung aus Blues, Jazz, Folk und Pop mit immer anspruchsvolleren Kompositionen und Arrangements von Scharf und Dorough, ließ aber eine Hit-Single vermissen. Zwar brach die Band zu neuen musikalischen Ufern auf, vom Publikum wurde das Programm jedoch als „zu ernst“ wahrgenommen.
Im Oktober 1968 starb Malcom Hale. Die Ärzte gingen von einer Gasvergiftung aus, die ein defekter Gasofen verursacht hatte. Der 27-jährige Multi-Instrumentalist, Sänger und Arrangeur war eine zentrale Persönlichkeit gewesen und sein Fehlen stürzte die Band in eine Krise. Nach seinem Tod mussten die Musiker weitere vertraglich vereinbarte Auftritte bestreiten. Im Anschluss erklärte McFarlane, die zu dieser Zeit schwanger war, ihren Ausstieg. Kurz darauf ging auch Seiter, der ein Angebot von The Turtles angenommen hatte. Statt die Gruppe neu zu organisieren, wurde die Auflösung beschlossen. McFarlane und ihr Ehemann Charly Galvin, der der Roadmanager der Band gewesen war, arbeiteten im Anschluss an der Veröffentlichung der LP Spanky’s Greatest Hit(s), die zu einer Kontroverse führte, weil auf ihr etliche der Original-Songs überarbeitet worden waren.
1970 veröffentlichte Mercury Records das Album Spanky and Our Gang Live. Darauf war einer ihrer ersten Auftritte 1966, kurz nachdem sie unter Vertrag genommen waren, zu hören. Heute als historische Aufnahme wertgeschätzt, die den frühen Sound der Band dokumentiert, waren die Bandmitglieder damals über die Veröffentlichung nicht angetan.

### Nach 1970
Am 11. August 1971 starb Lefty Baker an den Folgen einer Leberzirrhose.
1975 gründeten McFarlane und Pickering, gemeinsam mit den Musikern Bill Plummer, Marc McClure und Jim Moon eine neue Band unter dem gleichen Namen. Sie nahmen ein Album (Change) im Country-and-Western-Stil bei Epic Records auf und bestritten zwischen 1975 und 1976 mehrere Konzerte für ihre alten Fans, bei denen auch Paul Bach wieder zu ihnen stieß. McFarlane steuerte 1973 Gesang zum ersten Album von Roger McGuinn bei. Spanky and Our Gang tourten bis 1980, vorwiegend in Texas. McFarlane brachte anschließend einige Platten als Solosängerin heraus, bevor sie sich den wieder gegründeten Mamas and Papas anschloss. Dennoch blieb sie ihren Folk- und Blueswurzeln treu, etwa bei einem Benefizkonzert 1996 für den erkrankten Folksänger Bob Gibson. 1999 traten Spanky and Our Gang noch einmal anlässlich eines Reunion-Konzertes in der Tradewinds Lounge in St. Augustine (Texas) auf.
Im September 1998 starb Paul Bach an den Folgen eines Krebsleidens.

## Diskografie

### Alben
| Jahr | Titel                                         | Höchstplatzierung, Gesamtwochen, AuszeichnungChartsChartplatzierungen (Jahr, Titel, Platzierungen, Wochen, Auszeichnungen, Anmerkungen) | Anmerkungen |
| Jahr | Titel                                         | US | Anmerkungen |
| ---- | --------------------------------------------- | --- | ----------- |
| 1967 | Spanky and Our Gang                           | US77 (15 Wo.)US |             |
| 1968 | Like to Get to Know You                       | US56 (25 Wo.)US |             |
| 1969 | Without Rhyme or Reason (Anything You Choose) | US101 (7 Wo.)US |             |
| 1969 | Spanky’s Greatest Hit(s)                      | US91 (17 Wo.)US |             |

Weitere Alben
- 1970: Spanky and Our Gang Live
- 1975: Change
- 1986: The Best of Spanky & Our Gang
- 1994: Give a Damn
- 2005: The Best of Spanky & Our Gang: 20th Century Masters - The Millennium Collection
- 2006: The Complete Mercury Recordings
- 2007: Greatest Hits
- 2010: Back Home Americana
- 2013: The Singles and More
- 2014: The Complete Mercury Singles

### Singles
| Jahr | Titel Album                                       | Höchstplatzierung, Gesamtwochen, AuszeichnungChartsChartplatzierungen (Jahr, Titel, Album, Platzierungen, Wochen, Auszeichnungen, Anmerkungen) | Anmerkungen                           |
| Jahr | Titel Album                                       | US | Anmerkungen                           |
| ---- | ------------------------------------------------- | --- | ------------------------------------- |
| 1967 | Sunday Will Never Be the Same Spanky and Our Gang | US9 (8 Wo.)US | B-Seite: Distance                     |
| 1967 | Making Every Minute Count Spanky and Our Gang     | US31 (7 Wo.)US | B-Seite: If You Could Only Be Me      |
| 1967 | Lazy Day Spanky and Our Gang                      | US14 (11 Wo.)US | B-Seite: Byrd Avenue                  |
| 1968 | Sunday Mornin’ Like to Get to Know You            | US30 (8 Wo.)US | B-Seite: Echoes (Everybody’s Talkin’) |
| 1968 | Like to Get to Know You                           | US17 (11 Wo.)US | B-Seite: Three Ways From Tomorrow     |
| 1968 | Give a Damn Without Rhyme or Reason               | US43 (8 Wo.)US | B-Seite: The Swingin’ Gate            |
| 1968 | Yesterday’s Rain Without Rhyme or Reason          | US43 (3 Wo.)US | B-Seite: Without Rhyme or Reason      |
| 1969 | Anything You Choose Without Rhyme or Reason       | US86 (3 Wo.)US | B-Seite: Mecca Flat Blues             |
| 1970 | And She’s Mine Without Rhyme or Reason            | US97 (1 Wo.)US | B-Seite: Leopard Skin Phones          |

Weitere Singles
- 1966: And Your Bird Can Sing / Sealed with a Kiss
- 1969: Everybody’s Talkin’ / It Ain't Necessarily Bird Avenue
- 1975: When I Wanna / I Won’t Brand You
- 1976: L.A. Freeway / Standing Room Only